# 旧芦屋郵便局電話事務室
旧芦屋郵便局電話事務室（きゅうあしやゆうびんきょくでんわじむしつ）は、兵庫県芦屋市大桝町に所在し、かつて電話交換局として使用された歴史的建築物（近代建築）。現在は、結婚式場・レストランの「芦屋モノリス」として利用されている。また、2017年（平成29年）には国の登録有形文化財に登録されている。

## 歴史
旧芦屋郵便局電話事務室は、逓信省技師の上浪朗が設計し、1929年（昭和4年）に竣工した。太平洋戦争時の1944年（昭和19年）頃には、防空迷彩のために茶色の外壁がコールタールで黒色に塗装され、次いで1968年（昭和43年）にはリシン吹付塗装で白色の外観となった。1968年に電話加入者が増加し、別の場所に新しい電話交換局（芦屋別館）が設置されたため、1981年（昭和56年）に電話交換局としての役目を終えた。また、1986年（昭和61年）に保存改修工事が行われ、外壁に塗られたコールタールやリシン吹付塗装が除去された。現在は、1階が濃茶色、2階が薄茶色の2色のスクラッチタイルが貼り付けられた外壁で、新築当時の外観となっている。その後、2004年（平成16年）まではNTT西日本のお客様専用窓口として使用され、新規固定電話の開設業務も行なっていた。
2004年（平成16年）にNTT西日本のお客様窓口が廃止され、2005年（平成17年）から結婚式場・レストラン「芦屋モノリス」として活用されている。

## 交通アクセス
- JR神戸線芦屋駅南口より徒歩約5分
- 阪神本線芦屋駅東改札・北出口より徒歩約4分